# Târnovița, Harghita

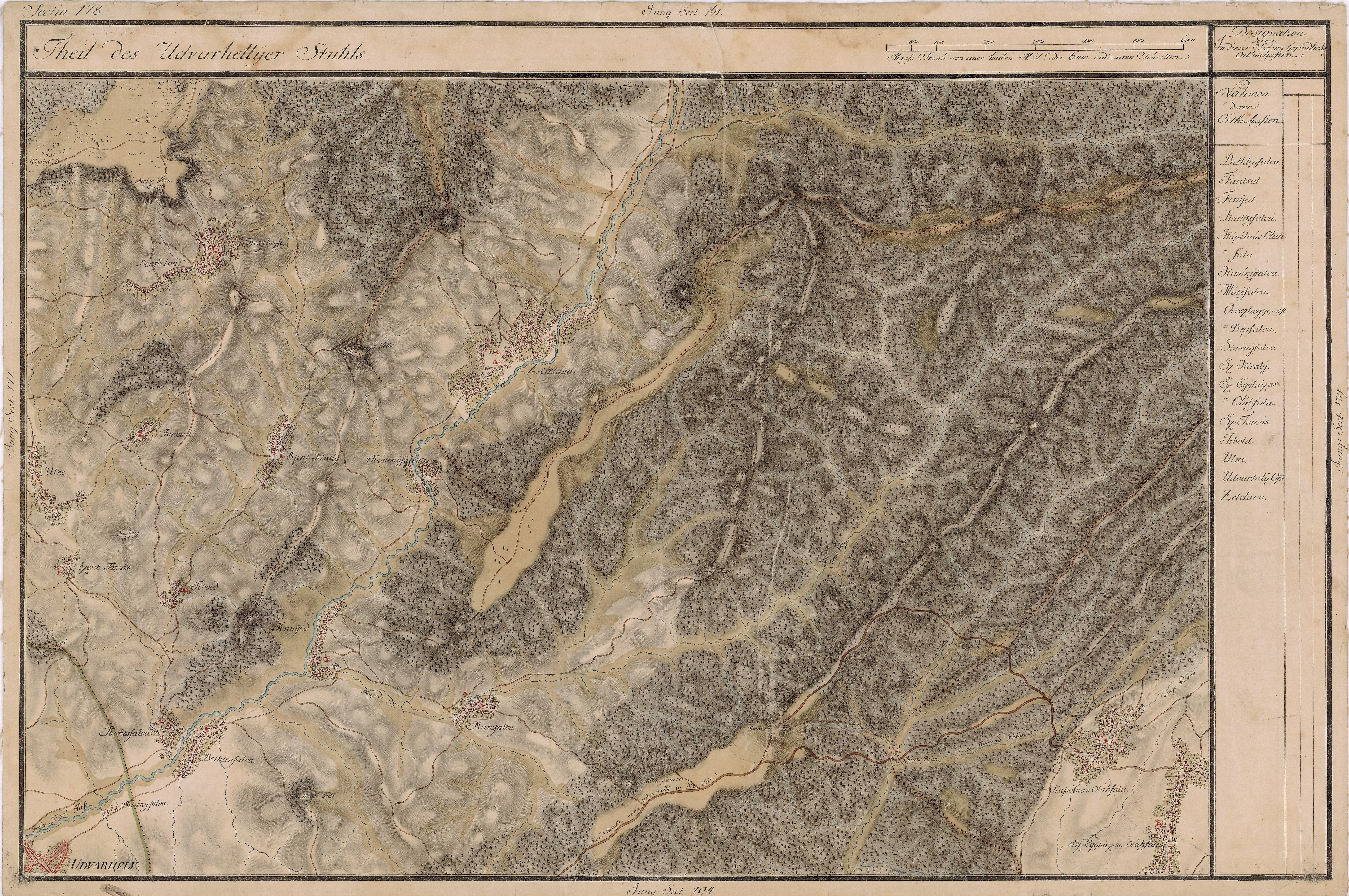
Târnovița în Harta Iosefină a Transilvaniei, 1769-73

Târnovița (în maghiară Küküllőkeményfalva) este un sat în comuna Brădești din județul Harghita, Transilvania, România.

## Imagini

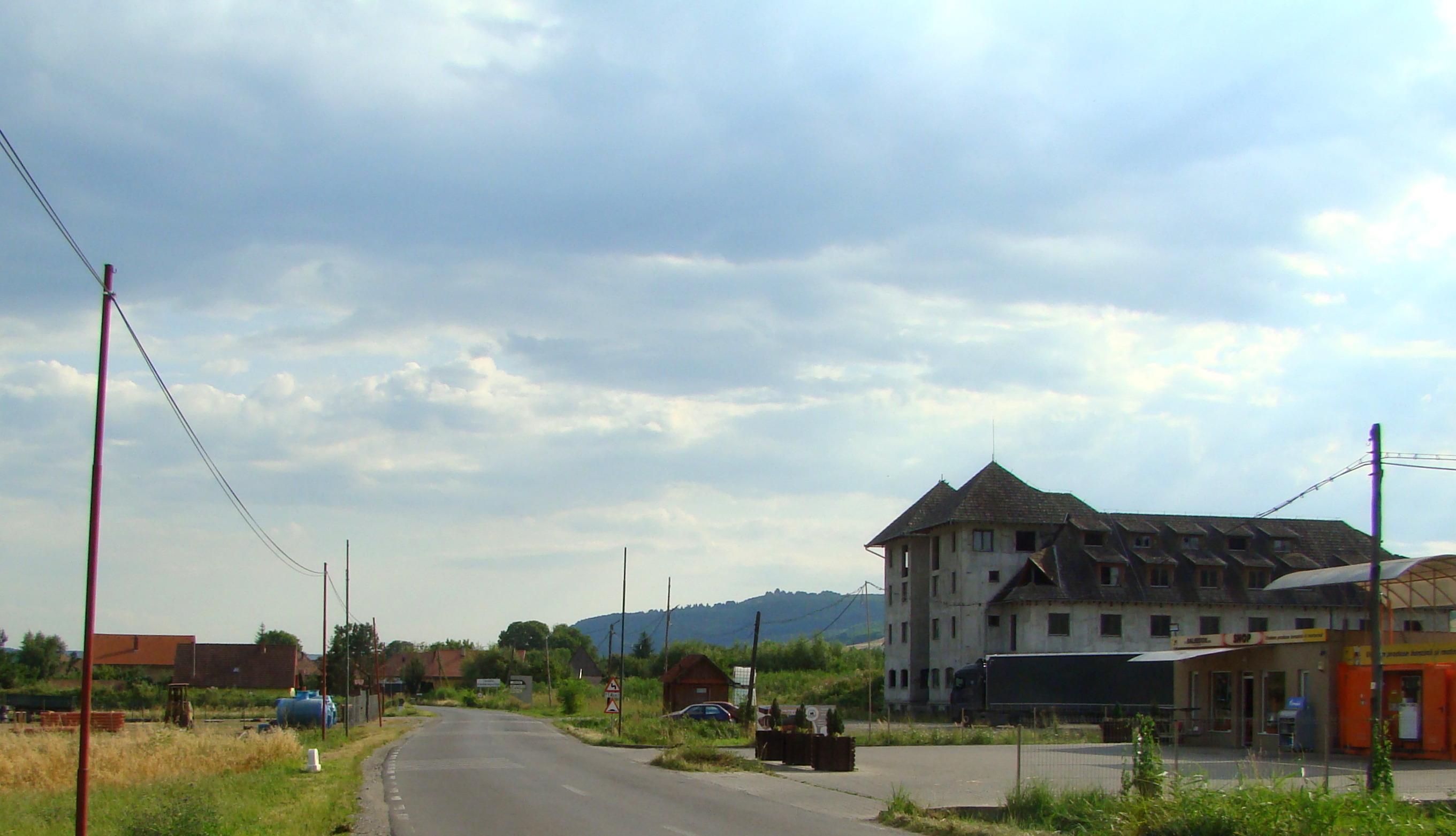
Intrarea dinspre Zetea
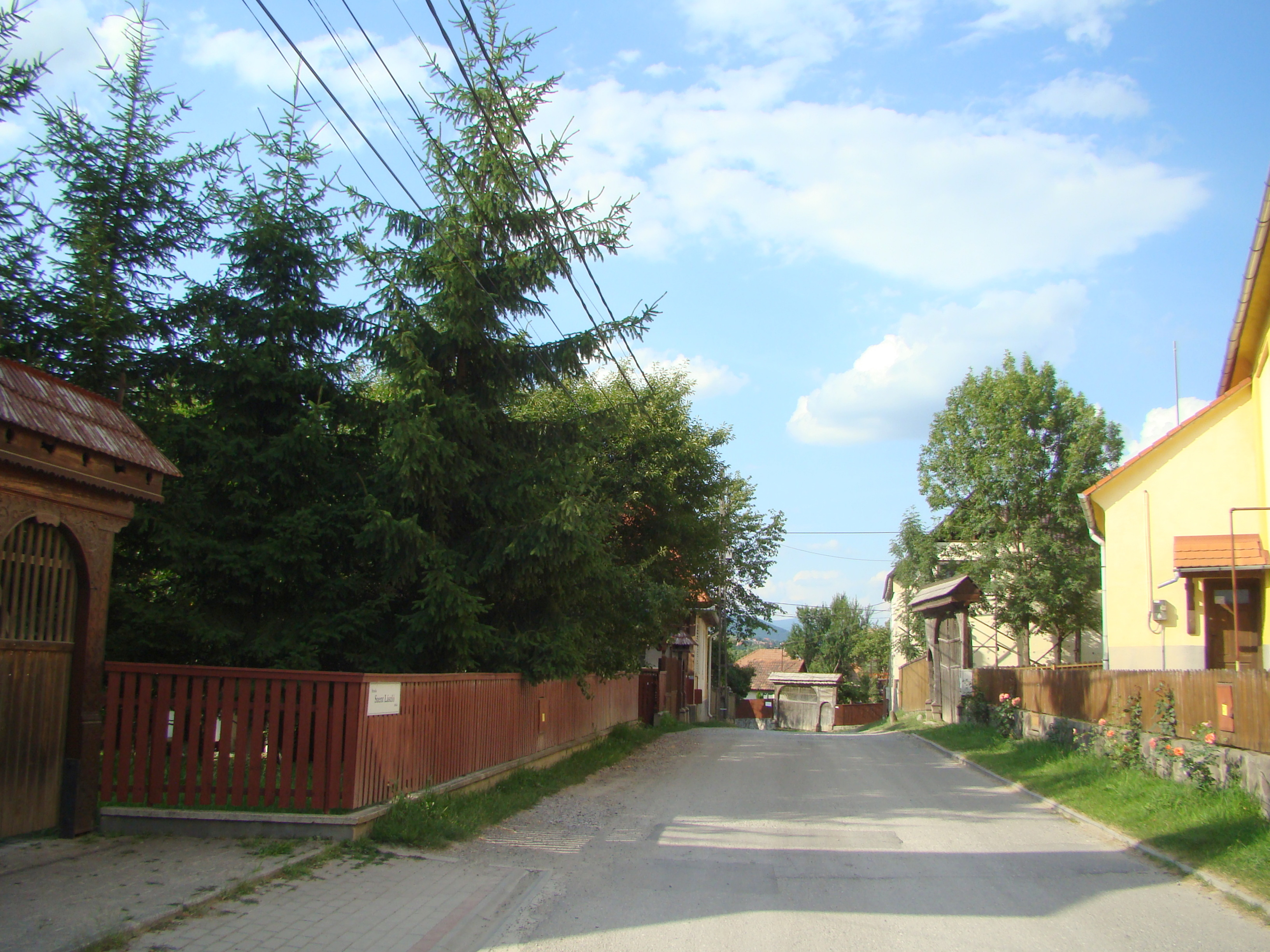
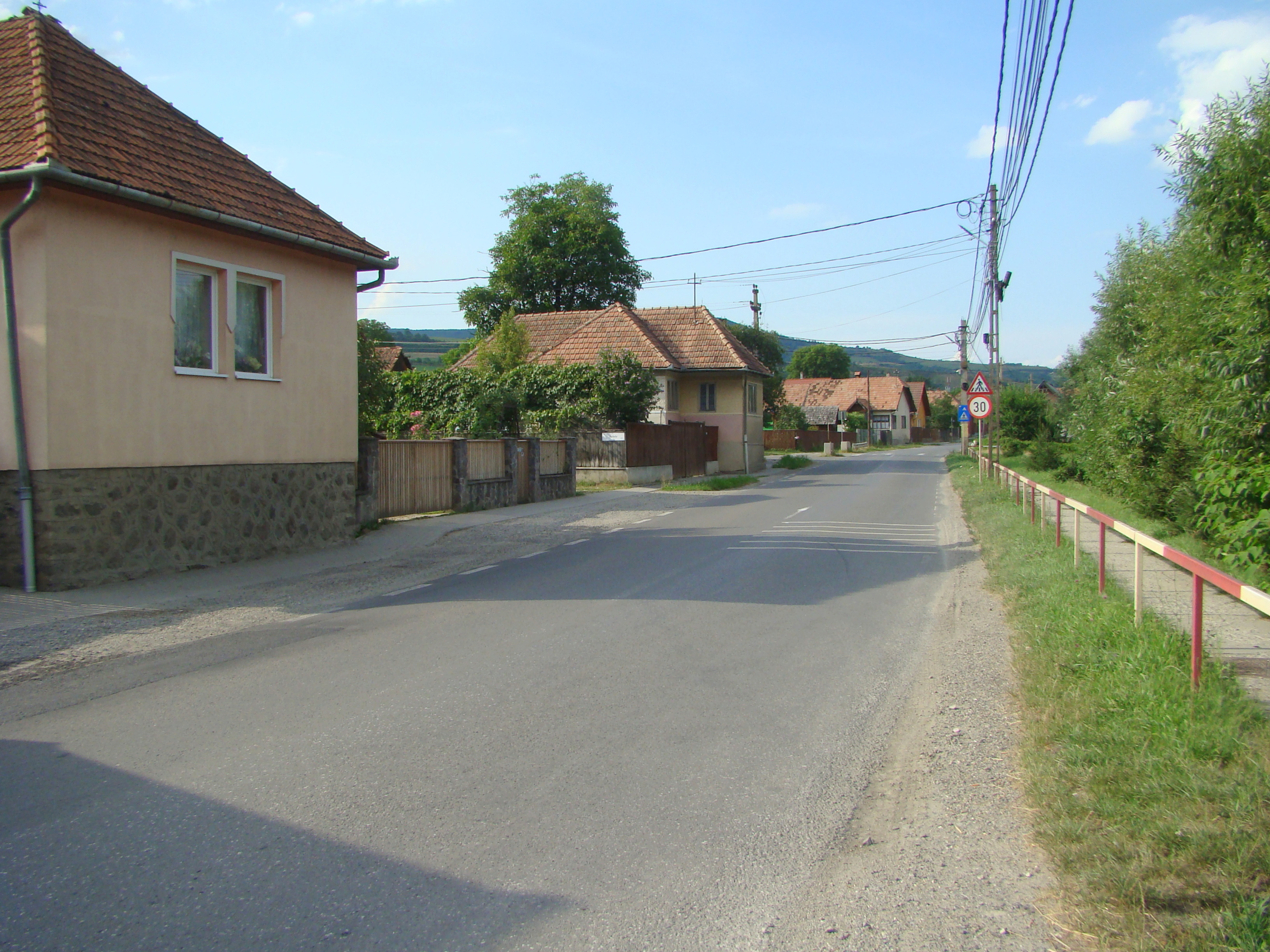
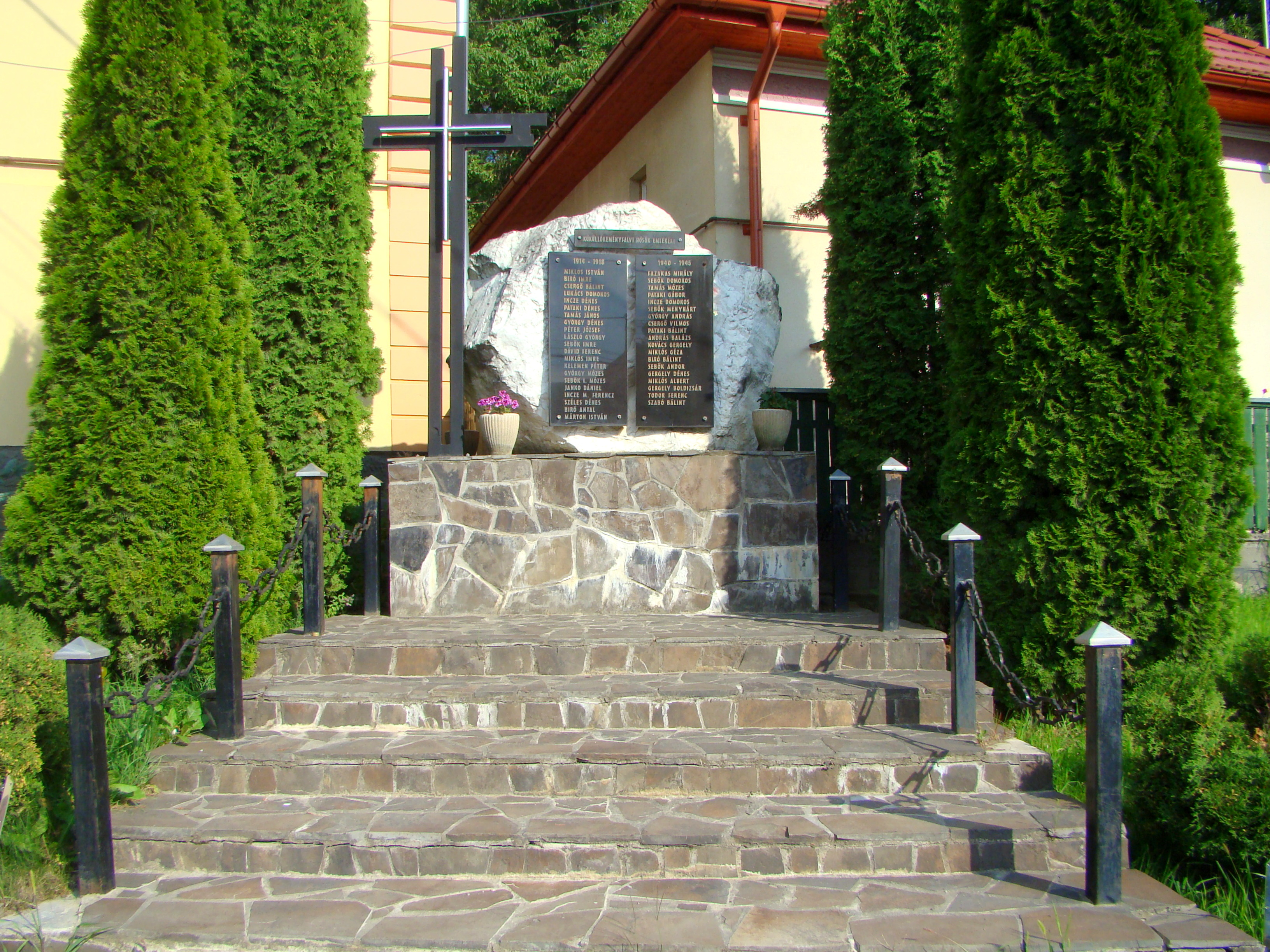
Monumentul eroilor
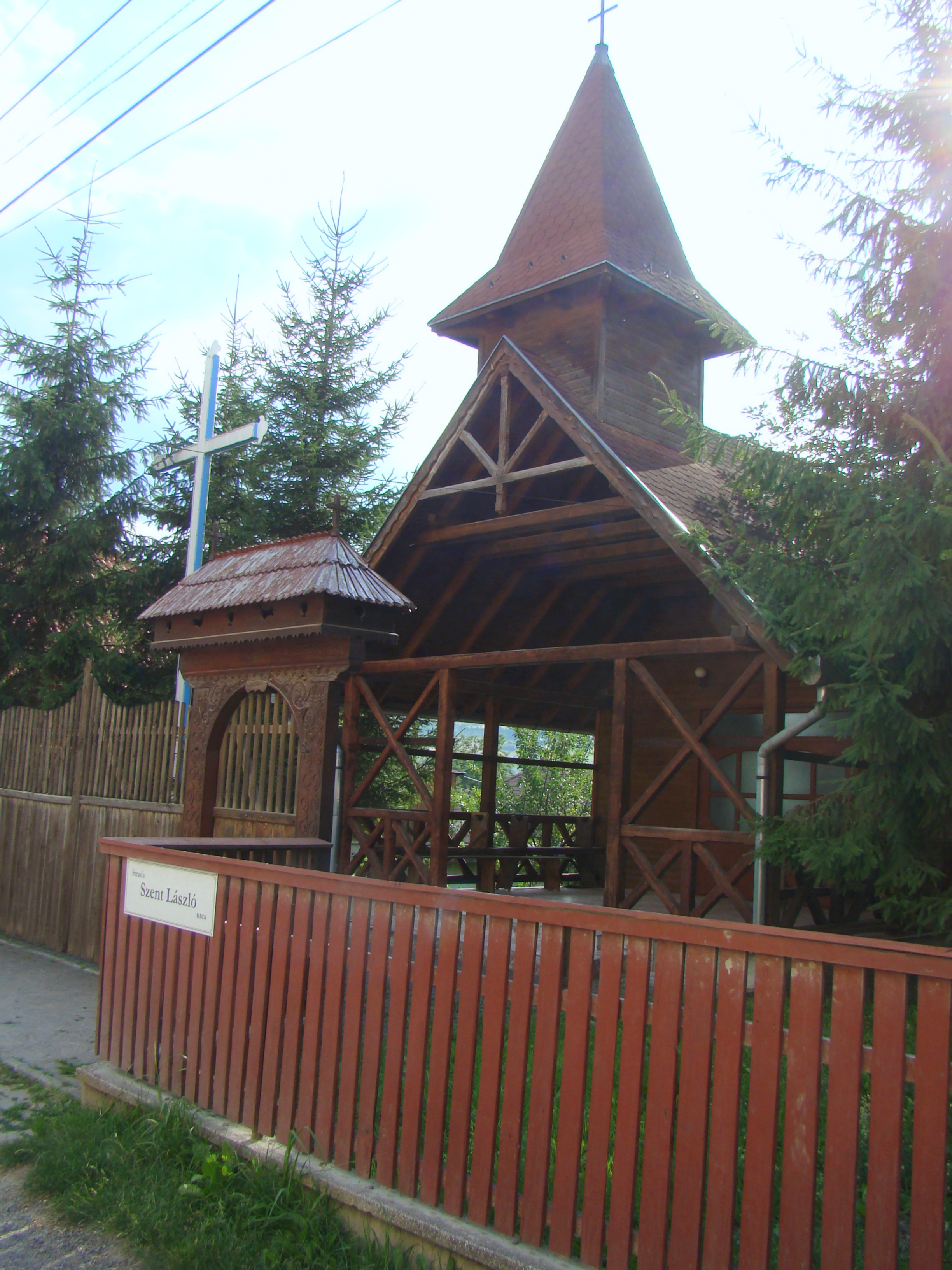
Capela catolică
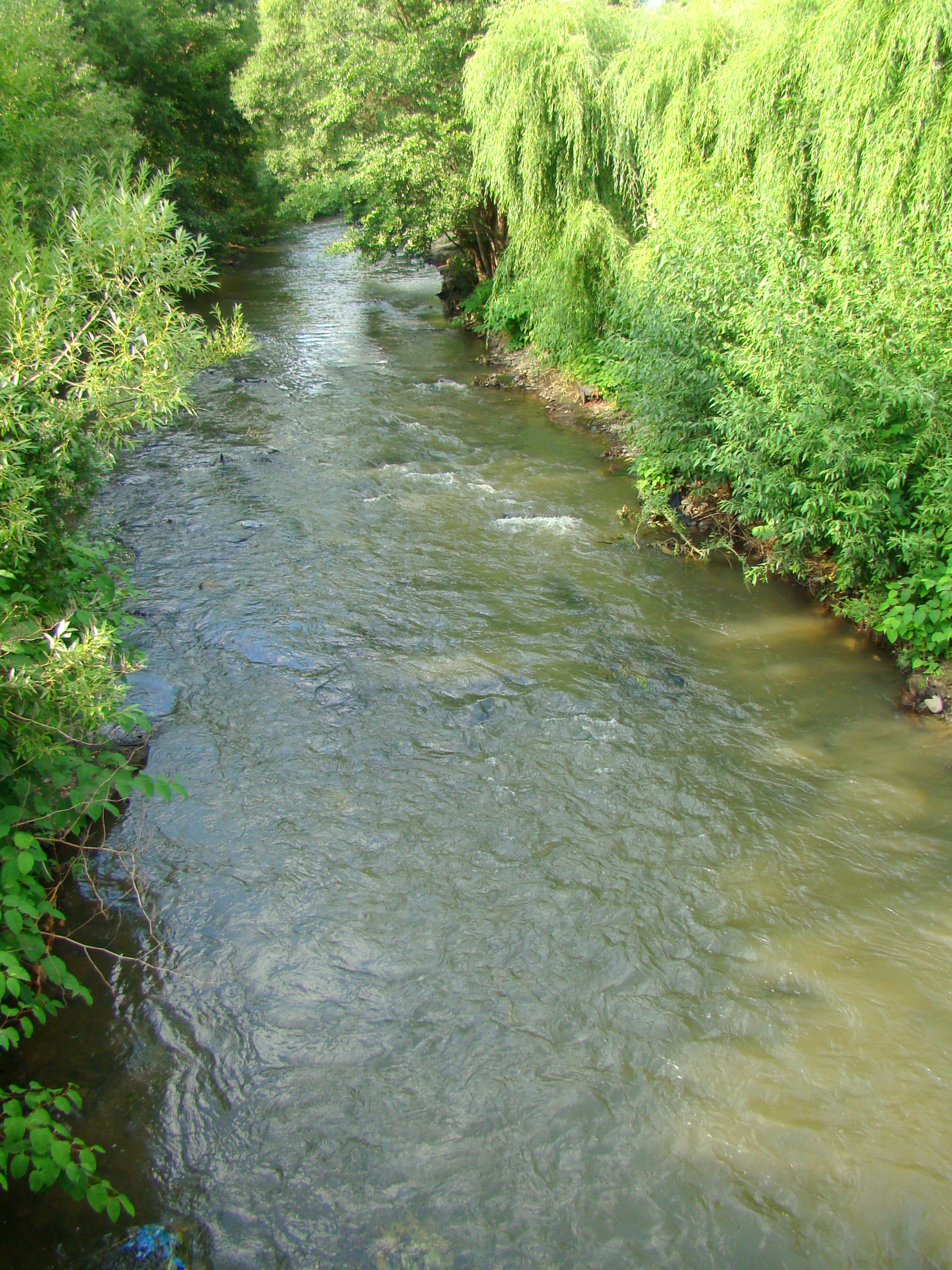
Râul Târnava Mare
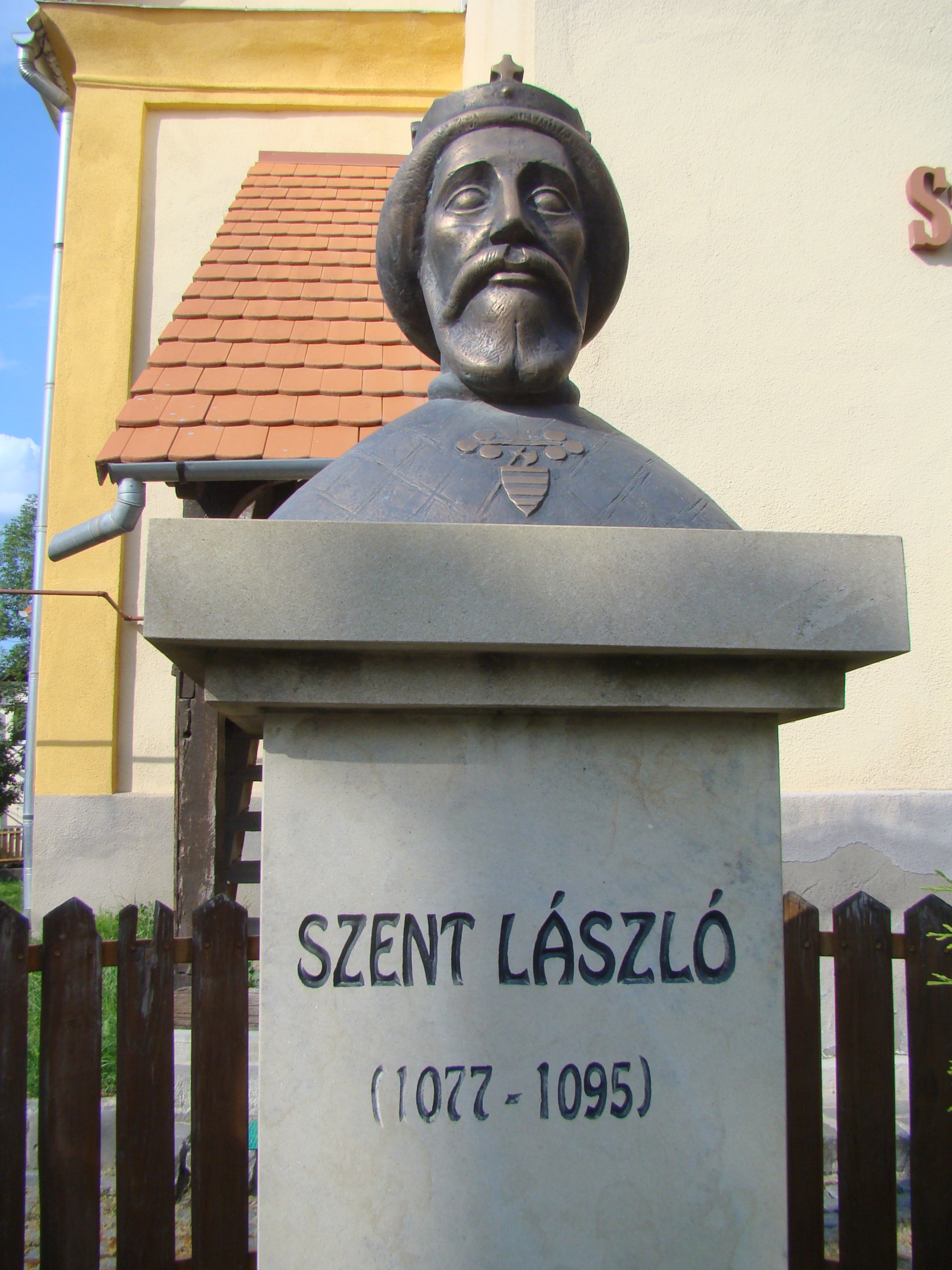
Bustul regelui Ladislau, operă a sculptorului István Petrovits
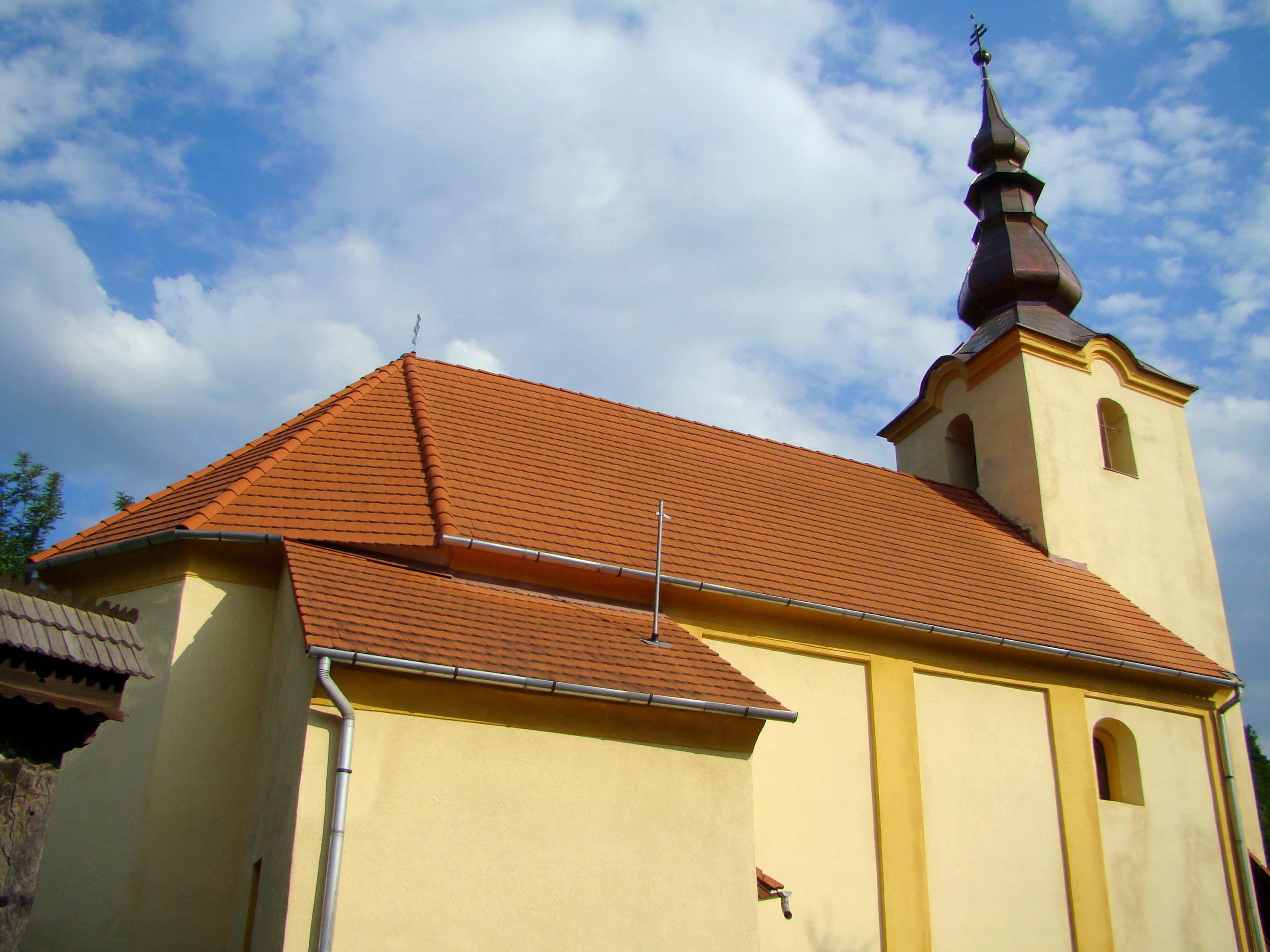
Biserica romano-catolică „Sfântul Ladislau”
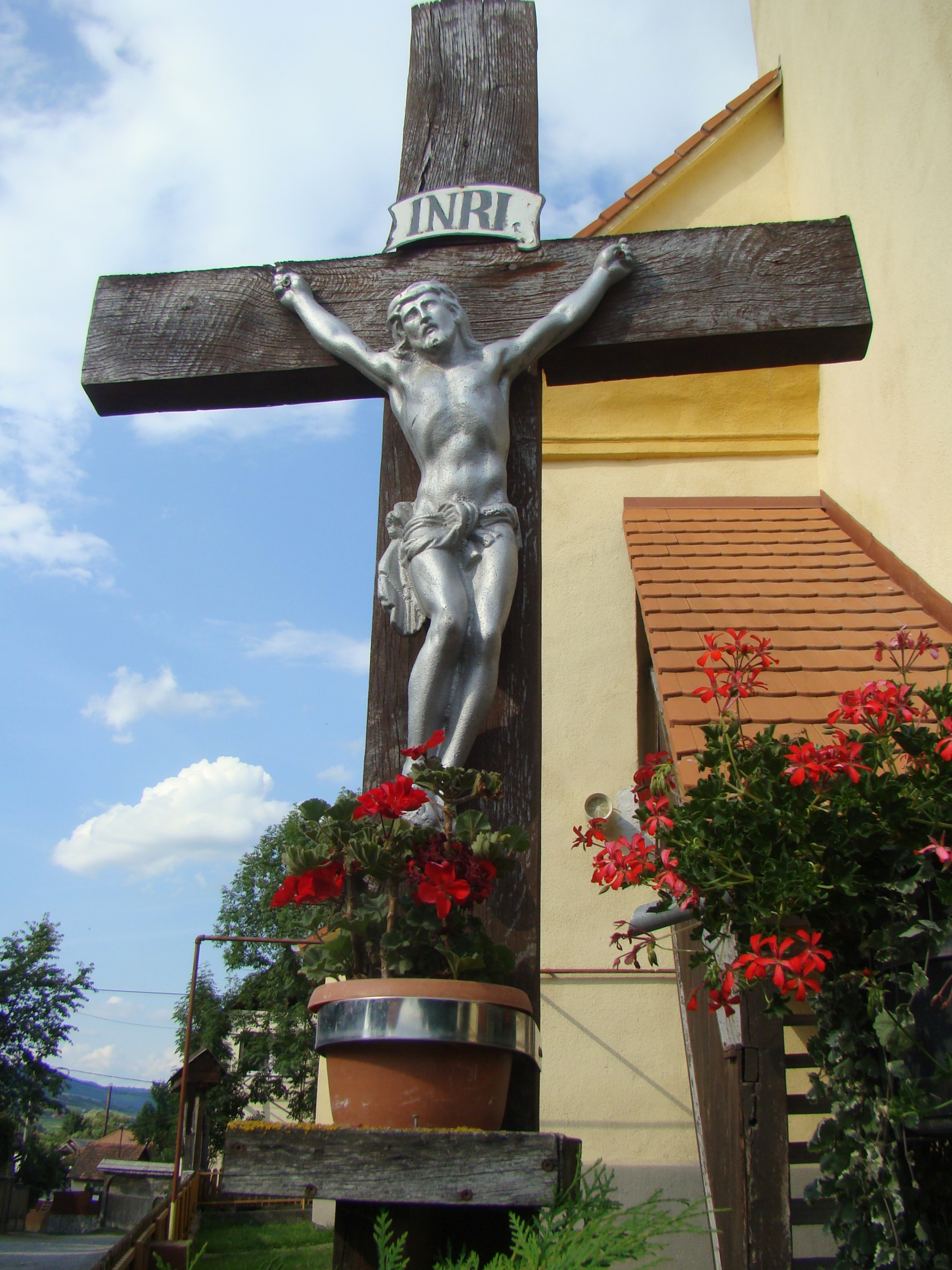
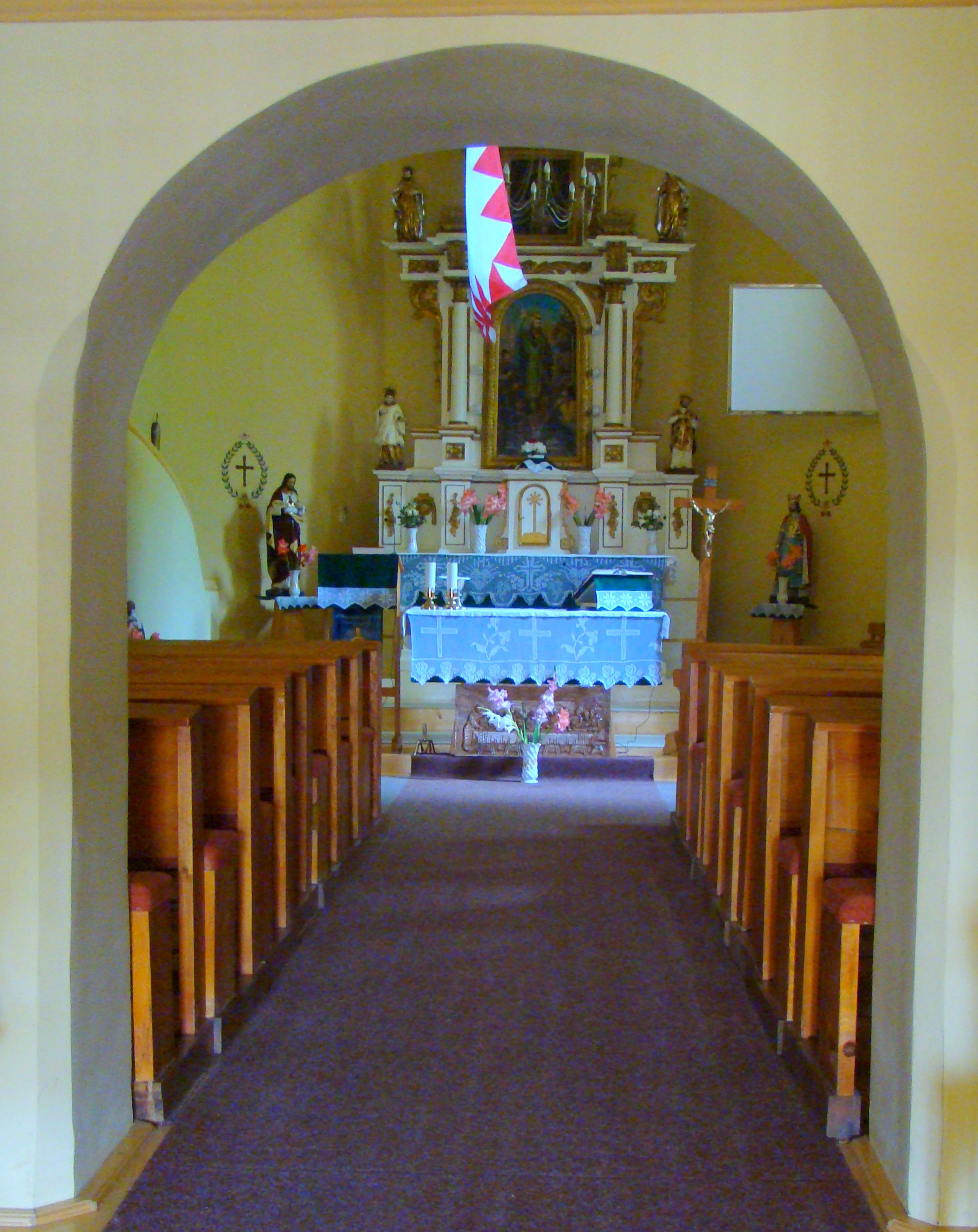
Nava spre altar
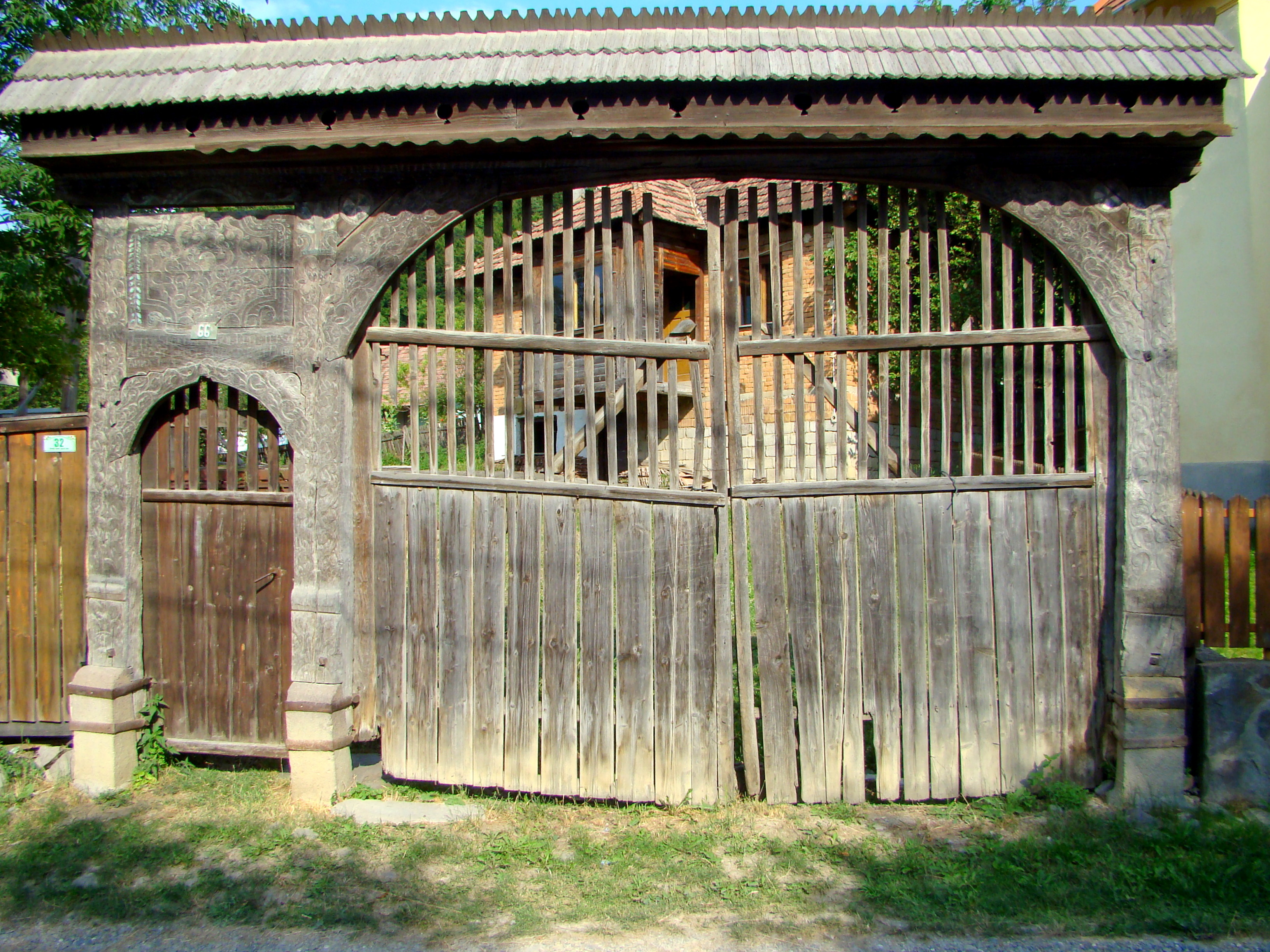
Poarta de lemn a bisericii catolice
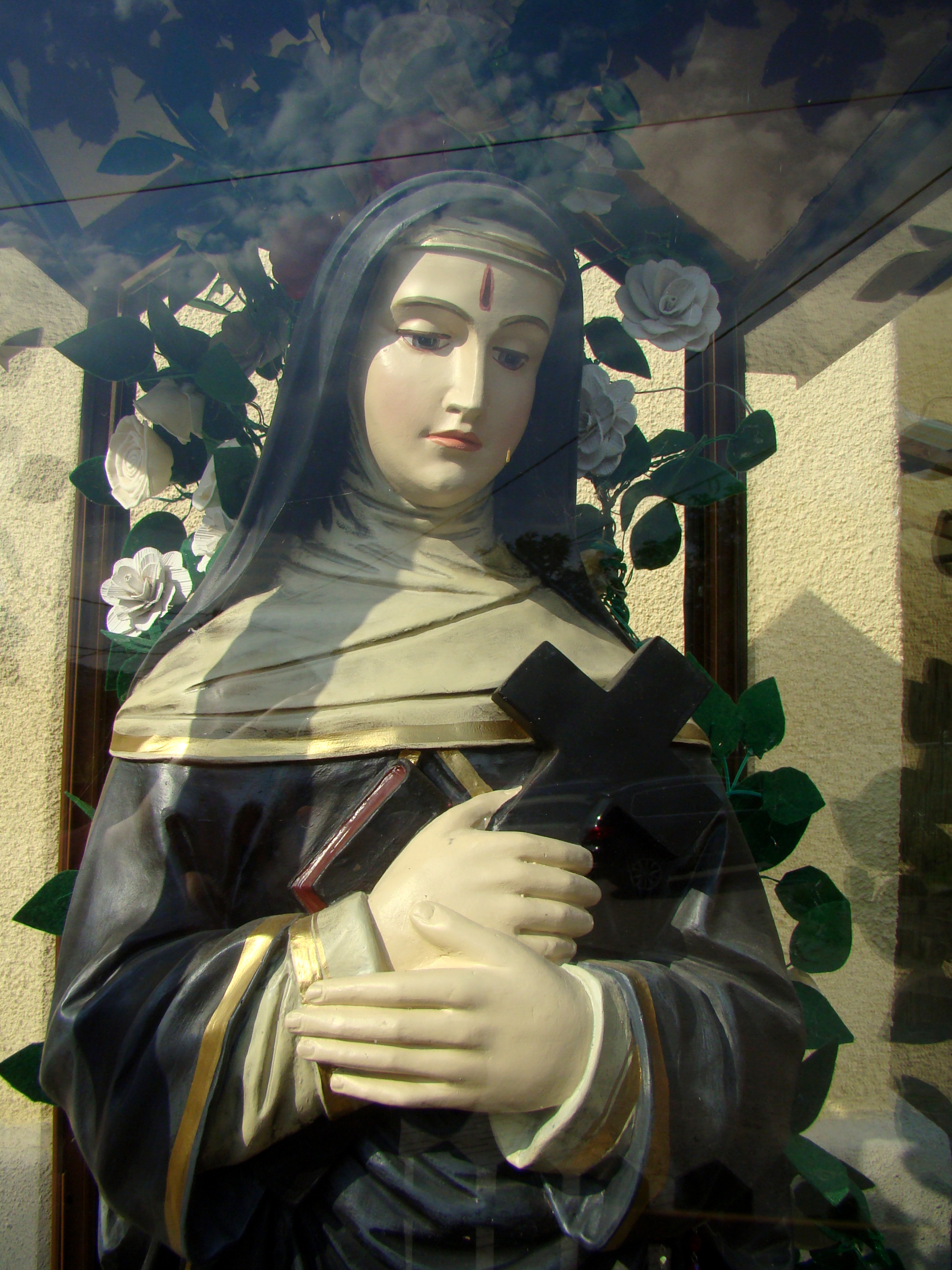
Sfânta Rita
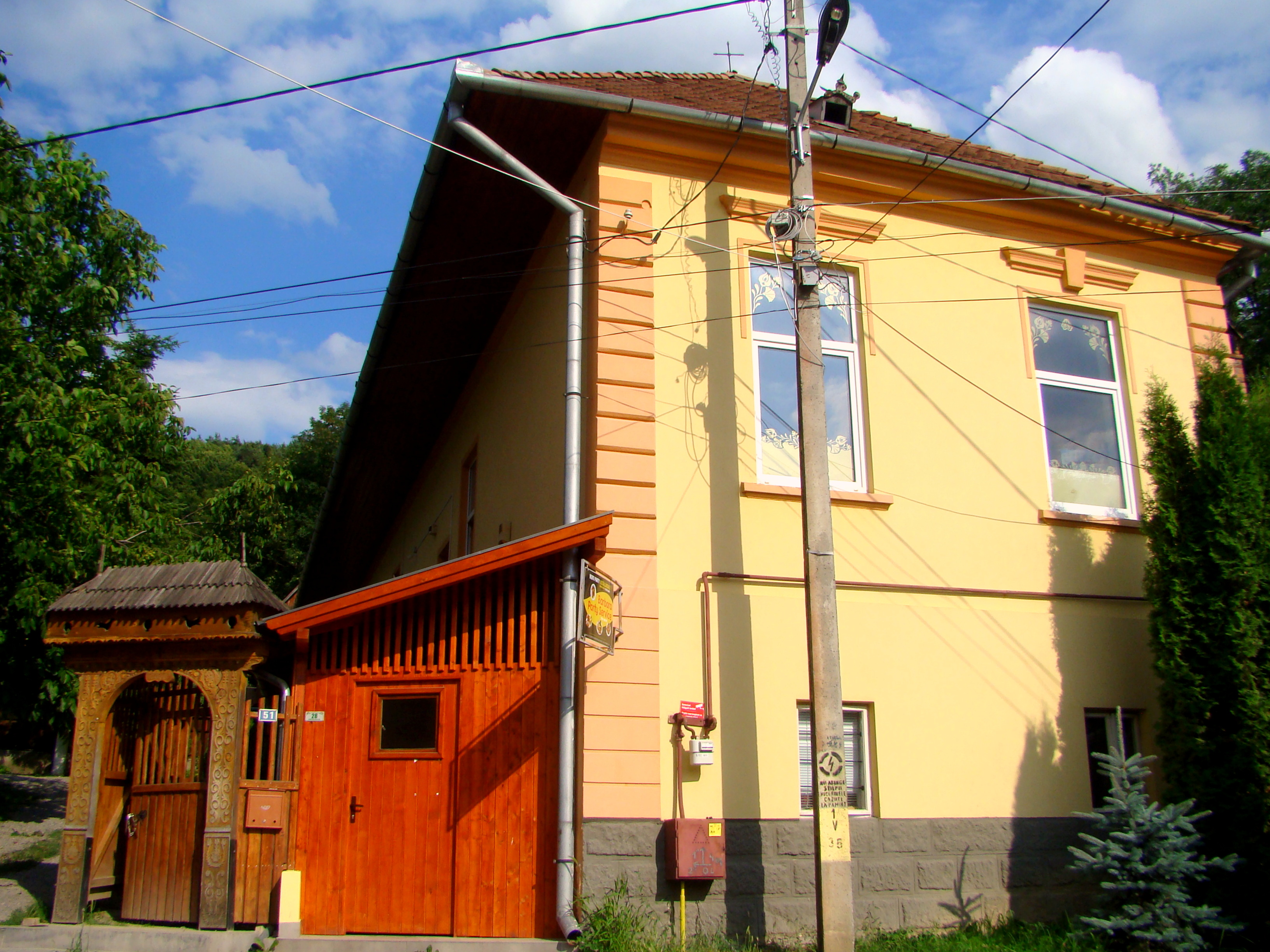
Școala catolică din Târnovița, construită în 1897
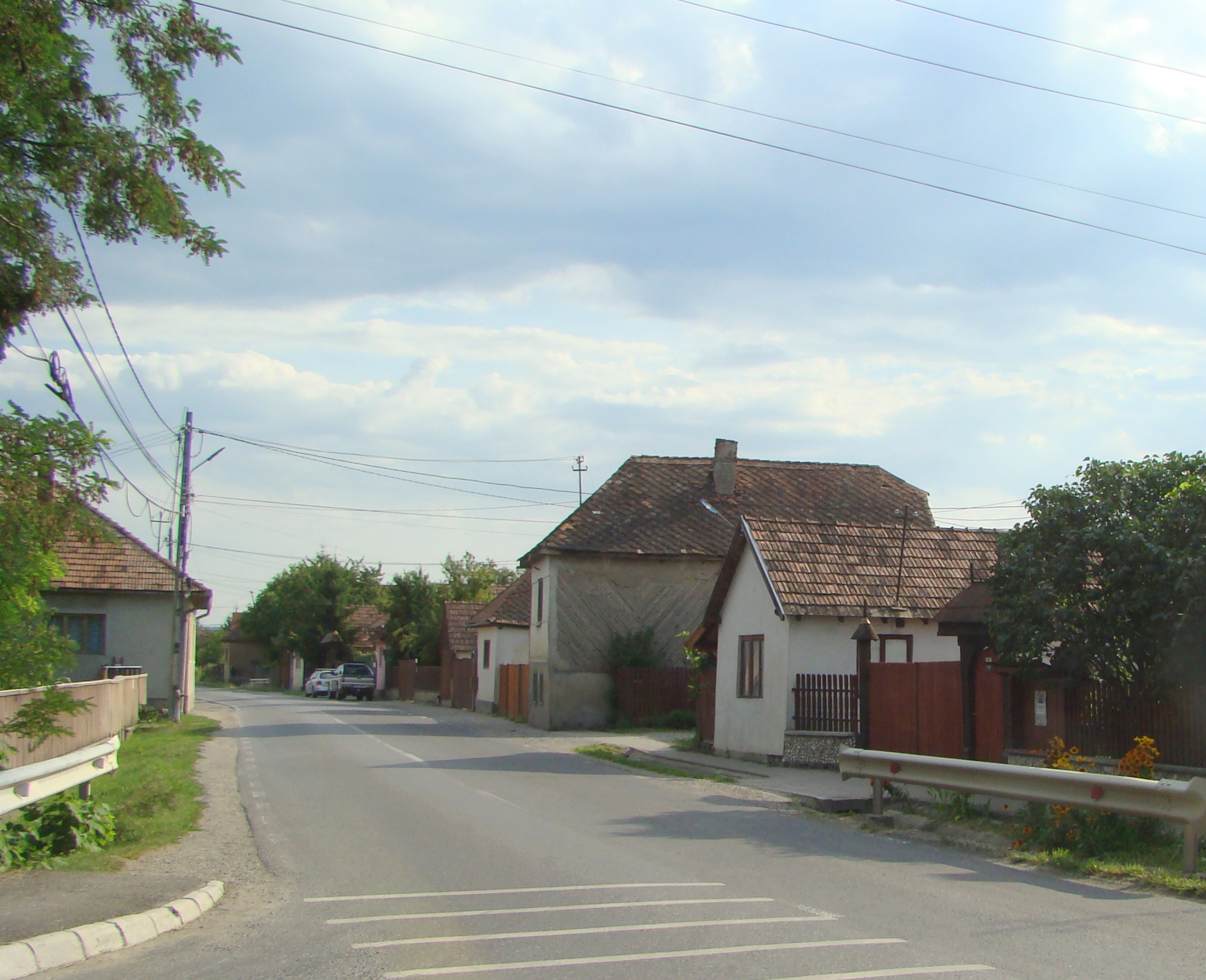